# Majstang
En majstang, et majtræ eller en midsommerstang (svensk: midsommarstång) er en høj masteligende træstang som udsmykkes med løv, blomster og bånd og rejses, så man kan danse omkring den ved fejring af sommerens komme. Fejringen kan ske til pinsen eller senere. I Sverige har den efterhånden flyttet sig til midsommer (Sankthans) og er her meget udbredt i forbindelse med fejring af midsommeraften.
Majstangen har sin oprindelse i 14-1500-tallet og har bredt sig til Norden fra Tyskland. Den er mest populær i Tyskland, Sverige, Østrig, Storbritannien, Ungarn, Tjekkiet, Slovakiet, Slovenien og de svenske dele af Finland. I Danmark er traditionen veget for sankthansbålet, men navnlig i Sydhimmerland, på Strynø og Avernakø rejses majtræet efter den gamle skik i landsbyerne pinsedag.
At skikken har haft større udbredelse i Danmark, vidner stednavnet Sommerspiret (en nu nedstyrtet kridtformation på Møns Klint), oprindelig Sommerspæret, om. Dette er et dialektord for "majstang".
Siden psykoanalysens fremkomst i slutningen af 1800-tallet er det blevet en populær opfattelse, at majstangen skulle være et fallossymbol, og at den skulle være en førkristen tradition fra oldtiden. Der er intet i kulturhistoriske kilder, der støtter disse antagelser, og den etnografiske videnskab har forladt dem i 1900-tallet.